# Marconi Volley 1991-1992 (maschile)
Questa voce raccoglie le informazioni riguardanti la Marconi Volley nelle competizioni ufficiali della stagione 1991-1992.

## Stagione

Il neoacquisto Ljubomir Ganev, martello bulgaro assurto a trascinatore della Marconi nella migliore stagione della sua storia.

Di nuovo in massima serie dopo appena un anno di assenza, grazie alla vittoria del campionato di A2 1990-91, la stagione segnò una svolta per la Marconi.
Dopo un lustro passò la mano Carmelo Pittera, deus ex machina della scalata gialloverde alle categorie nazionali, ma il cui rapporto con la società si era ormai deteriorato, sostituito in panchina dall'emergente argentino Raúl Lozano segnalatosi per alcune positive stagioni in serie cadetta. La rosa, fatta salva la conferma di gran parte del gruppo storico spoletino dell'epoca, su tutti l'alzatore Selvaggi e l'opposto Petrović punti fermi del sestetto titolare, venne potenziata con l'innesto in banda del bulgaro Ljubomir Ganev, arrivato in prestito dal Cuneo.
Novità anche per il campo da gioco, che per questioni logistiche vide il trasferimento obbligato dal piccolo PalaRota cittadino al più capiente PalaEvangelisti di Perugia; un cambio di sede che portò a qualche frizione ambientale per via della coabitazione forzata con le padrone di casa, le ragazze della Sirio Perugia, oltreché dare vita a una curiosa crisi d'identità presso parte della stampa nazionale che prese a riferirsi alla squadra spoletina, impropriamente, come Olio Venturi Perugia – dal nome dello storico sponsor del tempo.
La regular season di Serie A1 venne chiusa dal sestetto umbro in decima piazza, strappando in dirittura d'arrivo l'ultimo posto utile ai play-off: in un rush finale che li vide battagliare, ironia della sorte, proprio contro quel Cuneo proprietario del cartellino di Ganev, nel frattempo divenuto l'«indiscusso leader» dei gialloverdi, questi ebbero la meglio della formazione biancazzurra solo all'ultimo turno, grazie all'esito del decisivo scontro diretto in Piemonte. Già in questa fase del campionato la Marconi era balzata agli onori della cronaca come rocciosa matricola, capace di annullare lo svantaggio di un fattore campo che la vedeva giocare, formalmente, sempre in trasferta, grazie a un tifo «ribollente» che contribuì a fare del palasport perugino un catino quasi inespugnabile dove caddero, tra le altre, anche le più quotate Gonzaga Milano e Parma.
Nei play-off gli uomini di Lozano, trascinati dal «colosso» Ganev ormai assurto a maggiore rivelazione del campionato, al primo turno estromisero non senza sorpresa la blasonata Panini in due partite, ottenendo l'accesso ai quarti di finale dove, dinanzi a una delle favorite per il titolo, il Treviso spina dorsale della generazione di fenomeni, violarono clamorosamente il PalaVerde arrivando a un passo dalle semifinali scudetto: fu qui che, tuttavia, si spensero i sogni tricolori della squadra gialloverde che, nonostante altre due gare condotte ad alto livello, nel decisivo spareggio dovette soccombere al maggiore tasso tecnico degli orogranata.
Meno palpitante si rivelò il cammino degli spoletini in Coppa Italia, prematuramente eliminati ai sedicesimi di finale dai cadetti del Forlì. Ciò nonostante, questa stagione rimase a posteriori la più gloriosa nella storia della Marconi.

## Maglie e sponsor
Lo sponsor tecnico per la stagione 1991-1992 fu Dribbling, mentre lo sponsor ufficiale fu Olio Venturi.
| Casa | Trasferta |

## Organigramma societario
Area direttiva
- Presidente: Alberto Corsetti
- Vicepresidente: Anna Rosati

Area organizzativa
- Segretario: Francesco Fontani

Area sportiva
- Direttore sportivo: Enrico Zaffini

Area comunicazione
- Addetto stampa e responsabile relazioni esterne: Emilio Cairoli

Area tecnica
- Allenatore: Raúl Lozano
- Allenatore in seconda: Fernando Chierico

Area sanitaria
- Medico sociale: Bruno Stafisso
- Massaggiatore: Petr Janku

## Rosa
| N° | Nome                 | Ruolo | Data di nascita  | Nazionalità sportiva |
| -- | -------------------- | ----- | ---------------- | -------------------- |
| 1  | Ljubomir Ganev       | S     | 6 ottobre 1965   | Bulgaria             |
| 2  | Žarko Petrović       | C     | 27 ottobre 1964  | Jugoslavia           |
| 3  | Salvatore Badalato   | C     | 16 dicembre 1963 | Italia               |
| 4  | Enrico Berengan      | S     | 10 aprile 1965   | Italia               |
| 5  | Paolo Malvestiti     | C     | 10 luglio 1964   | Italia               |
| 6  | Paride Foschi        | S     | 10 marzo 1973    | Italia               |
| 7  | Horacio Del Federico | P     | 7 febbraio 1966  | Argentina            |
| 9  | Roberto Mazzali      | S     | 24 aprile 1968   | Italia               |
| 10 | Giuseppe Selvaggi    | P     | 21 luglio 1964   | Italia               |
| 11 | Alcides Cuminetti    | S     | 19 gennaio 1960  | Argentina            |
| 13 | Maurizio Castellano  | U     | 17 febbraio 1971 | Italia               |
| 14 | Dario Risina         | C     | 17 luglio 1973   | Italia               |
| 15 | Gianni Mascagna      | S     | 8 aprile 1967    | Italia               |
| 16 | Alessandro Bettolini | P     | 18 gennaio 1974  | Italia               |